# Ranunculus pannonicus
Ranunculus pannonicus är en ranunkelväxtart som beskrevs av Sóo. Ranunculus pannonicus ingår i släktet ranunkler, och familjen ranunkelväxter. Inga underarter finns listade i Catalogue of Life.